# Tracking and Data Relay Satellite

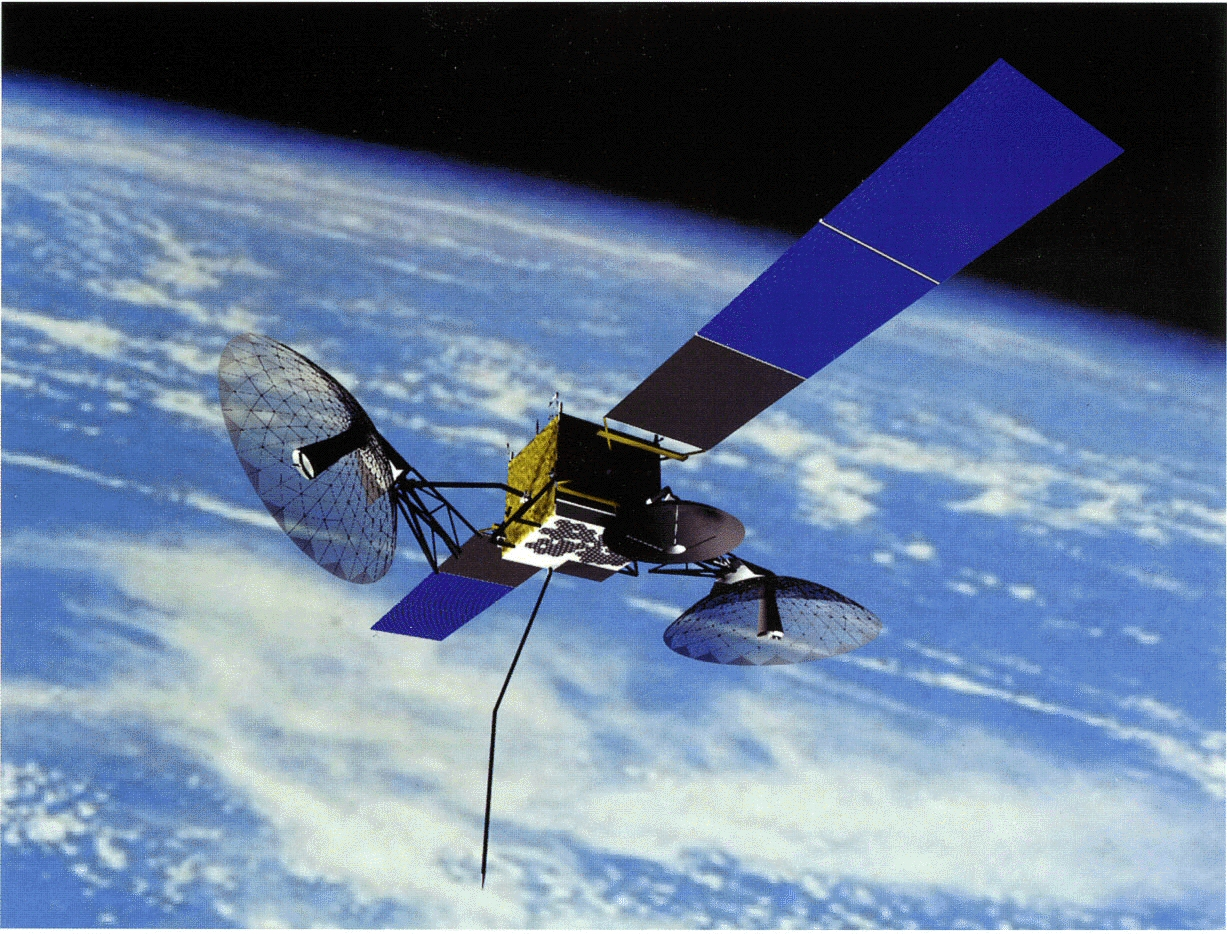
Umělecká představa družice TDRS druhé generace na oběžné dráze

Tracking and Data Relay Satellite, zkratka TDRS, je soustava geostacionárních družic. Plní telekomunikační, sledovací a retranslační funkce.
Celkový počet vyrobených družic TDRS je 13, do vesmíru se jich však dostalo jen 12, protože druhá družice v pořadí (TDRS-B) zanikla při explozi raketoplánu Challenger, který ji měl vynést do vesmíru. Slouží ke spojení s nízkoletícími družicemi, například s americkými raketoplány a na interkontinentální komunikaci. První družice TDRS (označená TDRS-A) byla vypuštěna v roce 1983, poslední (TDRS-M) v roce 2017. Všechny startovaly z kosmodromů v Eastern Test Range, přičemž některé byly vynášeny nosnými raketami Atlas a jiné byly dopravovány na oběžnou dráhu pomocí raketoplánů. Družice vynesené raketoplány se na finální geostacionární dráhu dostaly pomocí urychlovacího stupně. Předpokládaná aktivní životnost družic je 10–11 let. Hlavní pozemní stanice systému se nachází ve White Sands. Elektrickou energii získávají družice prostřednictvím solárních panelů.

## Výrobci, značení

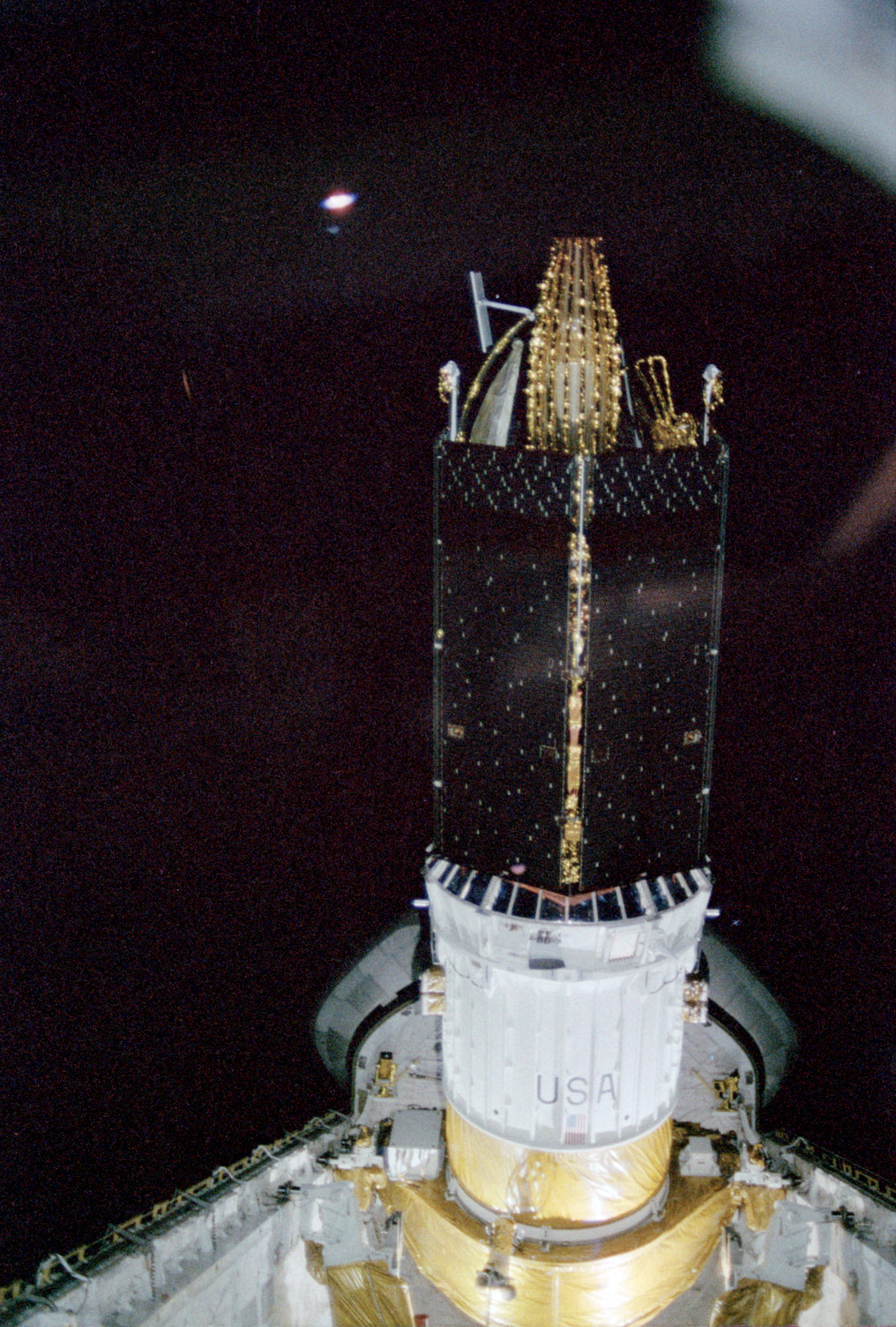
Vypuštění první družice (TDRS-A) z nákladového prostoru raketoplánu Challenger při misi STS-6

Prvních sedm družic vyrobila firma TRW Inc. Thompson-Ramo-Woolridge (nyní Northrop Grumman Space Technology), Redondo Beach, poslední tři Hughes Space and Communications Co. (nyní Boeing Satellite Systems), Los Angeles, v závodech Integrated Satellite Factory, El Segundo, (USA). Družice jsou označeny čísly podle pořadí, ve kterém byly vypuštěny, či písmeny. TDRS 8–10 se označují jako družice druhé generace a startovaly s nosnou raketou Atlas (na rozdíl od družic první generace, které startovaly v nákladovém prostoru raketoplánů). TDRS 11 a výše se označují jako 3. generace.

## Komunikace
Družice první generace telemetrii vysílají a povely přijímají v pásmu S (2,5/2,6 GHz). Pro mezidružicovou komunikaci se používá pásmo C (4/6 GHz, šířka pásma 36 MHz) a pro mezikontinentální komunikaci pásmo Ku (11/14 GHz, šířka 225 MHz). Naposledy vypuštěné družice přenášejí údaje v pásmech S (2,2 GHz), Ku a Ka.

## Přehled družic
| Jméno  | Datum startu      | Nosná raketa | COSPAR    | Alternativní označení | Poznámky                                        |
| ------ | ----------------- | ------------ | --------- | --------------------- | ----------------------------------------------- |
| TDRS-A | 4. dubna 1983     | STS-6        | 1983-026B | TDRS 1                |                                                 |
| TDRS-B | 28. ledna 1986    | STS-51-L     | TDRSS-B   | TDRS 2                | (zničena při katastrofě raketoplánu Challenger) |
| TDRS-C | 29. září 1988     | STS-26       | 1988-091B | TDRS 3                |                                                 |
| TDRS-D | 13. března 1989   | STS-29       | 1989-021B | TDRS 4                |                                                 |
| TDRS-E | 2. srpna 1991     | STS-43       | 1991-054B | TDRS 5                |                                                 |
| TDRS-F | 13. ledna 1993    | STS-54       | 1993-003B | TDRS 6                |                                                 |
| TDRS-G | 13. července 1995 | STS-70       | 1995-035B | TDRS 7                | (náhrada za ztracenou TDRS-B)                   |
| TDRS-H | 30. června 2000   | Atlas IIa    | 2000-034A | TDRS 8                |                                                 |
| TDRS-I | 8. března 2002    | Atlas IIa    | 2002-011A | TDRS 9                |                                                 |
| TDRS-J | 4. prosince 2002  | Atlas IIa    | 2002-055A | TDRS 10               |                                                 |
| TDRS-K | 31. ledna 2013    | Atlas V 401  | 2013-004A | TDRS 11               |                                                 |
| TDRS-L | 24. ledna 2014    | Atlas V 401  | 2014-004A | TDRS 12               |                                                 |
| TDRS-M | 18. srpna 2017    | Atlas V 401  | 2017-047A | TDRS 13               |                                                 |